# 长堤 (广州)
长堤位于广州市南关、珠江北岸，呈东西走向。沿长堤大马路、沿江路一带，大致东起北京南路、西接人民南路，长约二公里。这里清朝初期是珠江河道，后来因珠江沿岸淤积加剧，河滩发育，至清朝末年形成陆地。

## 修築歷程

### 清末
光绪十二年（1886年），由于广州交通闭塞，张之洞建议在江边筑马路，奏請朝廷批准，在省河北岸修築長堤，計畫東西共長1800丈有餘，先從南關天字碼頭築起，分為10段陸續施工，“修成之堤，一律堅築馬路以便行車，沿堤多種樹木以蔭行人，馬路以內通修鋪廊以便商民交易，鋪廊以內廣修行棧、鱗列櫛比。”
工程由1889年（光緒十五年）4月開始動工，到張之洞調離廣東時，已完成天字碼頭第一段堤岸及官輪碼頭工程。這段江堤長約120丈，堤岸填寬約5丈，路面鋪沙石。這是廣州第一條由華人修築的馬路。晚清時期巡警意圖維持該段範圍的治安，禁止公眾在該處馬路上騎馬、擺賣。而直到1912年中華民國建立前夕，長堤成為廣州最繁榮的商業娛樂區，戲院、妓院林立。

### 中華民國大陸時期
至到1914年沙基段長堤完成，成為近代廣州市政建設的一個里程碑。據《粵海關十年報告》載1912到1921年間，長堤范圍內新建和重建了九座大型碼頭。不過由於長堤的修築是放棄原所涉及的防洪功能，廣州尤西關的水浸問題就未能解決，而堤段更缺乏“留水衢泄水”，導致雨季時近堤處“如塘如池”。 
1920年北测建成马路，为长堤大马路，东西两端均接沿江西路。有广东省总工会、中山大学孙逸仙纪念医院、华夏百货公司（原先施公司）、大三元酒家、爱群大酒店、海珠大剧院等，是广州繁华的商业区之一。
陳濟棠主粵時期，1931年，在長堤大馬路之南又填築了東自龍王直街（原長堤電燈局處）、西至仁濟路口的一段彎曲河岸淺灘，炸毀海珠石，並耗資75萬元，築成了1159米長、11～20米寬、瀝青路面的新堤大馬路（今沿江西路），起自永安堂（今市兒童圖書館）東端，止于愛群大廈西端。原為河岸的長堤大馬路成了內街。這一工程既清理了珠江河道的主要險段，又填辟出大片陸地以供修造馬路、街道，由此獲得鋪位面積約40萬平方米和一大片廣場。至此，天字碼頭起向西直到廣州海關成為修直的河岸馬路。